# Individual Thought Patterns
Individual Thought Patterns è il quinto album in studio del gruppo musicale Death, pubblicato il 22 giugno 1993.

## Descrizione
A livello stilistico, il disco continua ed espande il lato tecnico e progressivo che cominciò con Human, ed è stato accolto positivamente dalla critica internazionale.
All'interno del disco sono accreditati due chitarristi. Quello nel booklet è Ralph Santolla, che suonò nel tour dell'album, mentre quello presente nell'immagine inserita nella custodia del disco è Andy LaRocque, che registrò i brani in studio.
Secondo il bassista Steve DiGiorgio, Andy LaRocque si sarebbe presentato alle registrazioni poco preparato facendo infuriare il produttore Scott Burns, che aveva poco gradito la scelta del chitarrista dei King Diamond di presentarsi in sala registrazione con l'intenzione di improvvisare le parti di chitarra. Ma LaRocque stupirà tutti, riuscendo a suonare e risuonare la stessa parte improvvisata.
Gene Hoglan dichiarerà in seguito che, dopo aver registrato le sue parti di batteria, ricevette un gesto di approvazione da parte di Schuldiner, che fece il segno delle corna.
Nel 2011 l'album è stato ripubblicato, in una versione remissata e rimasterizzata, dalla Relapse Records. La riedizione comprende due dischi bonus, contenenti rispettivamente la registrazione del concerto della band in Germania nell'aprile 1993 e diverse tracce demo dell'album. Nel novembre 2023 la Relapse ha nuovamente rimasterizzato per una nuova edizione l'album, pubblicato in formato LP in occasione del Record Store Day.

## Tracce
Testi e musiche di Chuck Schuldiner, eccetto dove indicato.
1. Overactive Imagination – 3:28 (secondo assolo: Andy LaRocque)
2. In Human Form – 3:55 (primo e terzo assolo: Andy LaRocque)
3. Jealousy – 3:39 (secondo assolo: Andy LaRocque)
4. Trapped in a Corner – 4:11 (primo assolo: Andy LaRocque)
5. Nothing Is Everything – 3:16
6. Mentally Blind – 4:45
7. Individual Thought Patterns – 4:00
8. Destiny – 4:04 (primo assolo: Andy LaRocque)
9. Out of Touch – 4:19
10. The Philosopher – 4:10

CD bonus nella riedizione del 2011
CD 1
1. Leprosy (live in Germany - April 13, 1993) – 6:03
2. Suicide Machine (live in Germany - April 13, 1993) – 4:29
3. Living Monstrosity (live in Germany - April 13, 1993) – 5:12
4. Overactive Imagination (live in Germany - April 13, 1993) – 3:40
5. Flattening of Emotions (live in Germany - April 13, 1993) – 4:27
6. Within the Mind (live in Germany - April 13, 1993) – 5:45
7. In Human Form (live in Germany - April 13, 1993) – 4:02
8. Lack of Comprehension (live in Germany - April 13, 1993) – 3:55
9. Trapped in a Corner (live in Germany - April 13, 1993) – 4:27
10. Zombie Ritual (live in Germany - April 13, 1993) – 4:32
11. The Exorcist (studio outtake) – 4:26

CD 2
1. Overactive Imagination  (instrumental) (four-track demos - December 1992) – 3:39
2. In Human Form (instrumental) (four-track demos - December 1992) – 3:44
3. The Philosopher (instrumental) (four-track demos - December 1992) – 4:05
4. Trapped in a Corner (instrumental) (four-track demos - December 1992) – 3:29
5. Individual Thought Patterns (instrumental) (four-track demos - December 1992) – 4:03
6. Jealousy (instrumental) (four-track demos - December 1992) – 3:45
7. Nothing is Everything (instrumental) (four-track demos - December 1992) – 3:21
8. Destiny (instrumental) (four-track demos - December 1992) – 3:54
9. Mentally Blind (instrumental) (four-track demos - December 1992) – 4:23
10. Out of Touch (instrumental) (four-track demos - December 1992) – 4:21
11. In Human Form (instrumental) (Chuck's riff tape - 1992) – 3:40
12. The Philosopher (instrumental) (Chuck's riff tape - 1992) – 3:35
13. Trapped in a Corner (instrumental) (Chuck's riff tape - 1992) – 2:29

## Formazione
- Chuck Schuldiner - chitarra, voce
- Gene Hoglan - batteria
- Andy LaRocque - chitarra
- Steve DiGiorgio - basso